# Mary Rand
Mary Denise Rand (dekliški priimek Bignal, poročena Toomey in Reese), angleška atletinja, * 10. februar 1940, Wells, Somerset, Anglije, Združeno kraljestvo.
Nastopila je na poletnih olimpijskih igrah v letih 1960 in 1964, ko je dosegla uspeh kariere z osvojitvijo naslova olimpijske prvakinje v skoku v daljino, ob tem je dosegla še srebrno medaljo v peteroboju in bronasto v štafeti 4x100 m. Na evropskih prvenstvih je leta 1962 dosegla bronasti medalji v skoku v daljino in štafeti 4x100 m. Ob olimpijskem naslovu je 14. oktobra 1964 postavila nov svetovni rekord v skoku v daljino s 6,76 m, ki je veljal štiri leta.  